# Grass Roots (Atban Klann)
Grass Roots è l'album di debutto dei Atban Klann, un gruppo che sarebbero diventati un giorno i Black Eyed Peas.
L'album doveva essere pubblicato il 6 ottobre 1992 per la "Ruthless Records" e distribuito dalla Relativity Records. L'album non è mai stato pubblicato e, due anni più tardi, il gruppo ha pubblicato il primo singolo dell'album, "Puddles Of H20". Questo è stato l'unico album degli Atban Klann, in quanto siano stati eliminati dalla "Ruthless" nel 1995. Tuttavia, sei anni più tardi il gruppo, ora noto come Black Eyed Peas, avrebbe pubblicato l'album Behind the Front.

## Tracce
1. Open Your Mind
2. Goin for a Ride
3. Lord of the Flies
4. Adidas
5. Mountain Top
6. Quid Pro Quo
7. No Sequel
8. Worlds Gone
9. Rain on Me
10. Dedicated
11. Styles are Critical
12. Puddles Of H2O
13. Focus on You
14. Strolling
15. La Borio Woman Beater
16. Let Me Get Down